# Final Exit
『Final Exit: The Practicalities of Self-Deliverance and Assisted Suicide for the Dying』（日本語題: ファイナル エグジット：安楽死の方法）とは、1991年に出版されたデレック・ハンフリーによる「死に関する問題」に対する本である。

## 概要
ハンフリーは新聞記者で作家であり、妻のジーンは、末期癌で長く苦しんだ後、意図的な薬剤の過剰投与により世を去った。その後ハンフリーは、カルフォルニア州のヘムロック協会 (安楽死協会) の設立者となり、世界死の権利協会の前会長を務め、自分の死を望む、不治の病に苦しむ人への方法論を示すことを目的としてFinal Exitを書いた。論争は、人は自分の死を自分で決める権利の是非や、自己決定した安楽死を他人、特に医療関係者が幇助することの倫理的な是非という、本来意図していた論点以外に、この本の情報が不治の病にかかっている人に限らず使えてしまう点についても起きた。
Final Exit は「自決」の計画および実行に対して、やるべきかやらざるべきかやるならいつかというところから用意を手伝う人の保護、残される人への法的財政的な準備に至るまでさまざまな角度について論じている。しかし、さまざまな自殺の方法の利点と欠点を挙げることに力点が置かれている。
2000年には『Supplement to Final Exit』が出版され、規制された処方薬を使わない新たな方法としてヘリウムガスを使った方法を紹介した章が追加された。 
Final Exit は12ヵ国語に翻訳されたが、フランス共和国においては発売禁止になった。2008年現在、英語、スペイン語、イタリア語版が発行され続けている。日本では、日本語版が徳間書店から刊行されていたが、絶版である。(ISBN 978-4-19-354792-4)
2007年4月、アメリカ合衆国の日刊紙USA TODAYの書評家は、ここ四半世紀でもっとも記憶に残った25冊に『Final Exit』を挙げた。
ハンフリーは、その後この本の情報をVHS（2000年）及びDVD-Video（2006年）にして頒布している。

## 参照
- 完全自殺マニュアル
- The Peaceful Pill Handbook
- 尊厳死